# 9504 Ліонел
9504 Ліонел (9504 Lionel) — астероїд головного поясу, відкритий 29 вересня 1973 року.
Тіссеранів параметр щодо Юпітера — 3,265.